# Marbach (San Galo)
Marbach es una comuna suiza del cantón de San Galo, ubicada en el distrito de Rheintal. Limita al norte con las comunas de Oberegg (AI) y Reute (AR), al este con Rebstein, al sur con Oberriet, y al oeste con Altstätten.

## Transportes
Ferrocarril
Aunque en la comuna no exista ninguna dependencia ferroviaria, hay una estación ferroviaria en la comuna vecina de Rebstein.